# Murdannia graminea
Murdannia graminea är en himmelsblomsväxtart som först beskrevs av Robert Brown, och fick sitt nu gällande namn av Gerhard Brückner. Murdannia graminea ingår i släktet Murdannia och familjen himmelsblomsväxter. Inga underarter finns listade.